# Sjtjelkuntjik (1973)
Sjtjelkuntjik, eller med kyrilliska alfabetet Щелкунчик, är en sovjetisk animerad film från år 1973. Filmen är producerad av Sojuzmultfilm i Boris Stepantsevs regi. Filmen är baserad på Pjotr Tjajkovskijs balett Nötknäpparen. År 2004 gjordes en ny version av filmen, Sjtjelkuntjik (2004).

## Handling
Filmen inleds med att en av muskungens soldater letar i julgranen med lykta. I följande scen är det stor julfest. Clara Stahlbaum är i den här versionen en tjänsteflicka som får stå och se på när de andra dansar och festar.
När festen är slut dansar flickan för sig själv med sin kvast. Hon hittar nötknäpparen på golvet, eftersom han tagits ner under festen. Flickan tar upp nötknäpparen och sätter sig med honom i knät. Hon ger honom en puss på pannan varpå nötknäpparen kommer till liv. Han blir dock mycket ledsen när han kommer att tänka på sin gestalt.
Därefter förflyttas man till ett kungligt slott där det är fest. Festen avbryts av att den trehövdade musdrottningen kommer upp ur golvet. Hon och kungen kommer i bråk, så kungen går ner i källaren för att hitta ett gift mot musdrottningen. Musdrottningens trehövdade unge låser dock in kungen och börjar sedan dra i drottningen. Det gör kungens och drottningens son, prinsbebisen, mycket arg och han slår musungen i huvudena och råkar tippa sin vagga över musens svans. Detta får musdrottningen att bli rosenrasande. Kungen lyckas dock oskadliggöra drottningen, men redan innan dess har hon förtrollat prinsen till en nötknäppare och kristalliserat slottet. Musungen drar sig tillbaka och visar att han ska hämnas nötknäpparen sin döda mor. En gran växer in i slottet och slutligen hänger nötknäpparen i en julgran.
Man återvänder sedan till nötknäpparen och tjänsteflickan. Mussoldater början komma ur en springa i väggen och till slut kommer muskungen själv. Soldaterna försöker ta nötknäpparen, men flickan hindrar dem. Då krymper muskungen flickan och tillfångatar henne. Nötknäpparen väcker då alla leksaker i granen till liv och ett slag mellan leksakerna och mössen utkämpas. Nötknäpparen verkar gå segrande ur striden, men muskungen återhämtar snabbt sin armé och tillfångatar nötknäpparen. Muskungen ska straffa nötknäpparen, men flickan kastar sin träsko på muskungen så att han tappar sin krona. Kronan faller till spillror och muskungen förgörs. Därefter går alla mussoldaterna upp i rök, en efter en.
Träskon förvandlas till en glimrande finsko. När nötknäpparen tar upp skon för att ge till flickan faller hans nötknäpparfasad samman och han uppenbarar sig som en blond prins. När han sätter skon på flickan förvandlas hennes enkla kläder till en prinsessklänning. På detta följer snöflingedansen. Prinsen och prinsessan dansar till det kungliga slottet, där kungen och drottningen får liv igen till blomstervalsen. Efter blomstervalsen är filmen slut.